# Potočani (Livno, BiH)
Potočani su naseljeno mjesto u gradu Livnu, Federacija Bosne i Hercegovine, BiH.
U selu se nalazi lokalitet Crkvina ili Ledenice, arheološko područje, iznad njegovog središnjeg dijela. Iznad lokaliteta nalazi se ilirska gradina poznata pod imenom Gradac. Arheološko područje Crkvina (Ledenica) s pokretnim nalazima, proglašeno je za nacionalni spomenik Bosne i Hercegovine. Nacionalni spomenik čini povijesno područje s ostacima ranokršćanske crkve, ranosrednjovjekovne crkve i srednjovjekovne nekropole, te pokretni arheološki nalazi pohranjeni u Franjevačkom muzeju galeriji Gorica u Livnu: 9 ulomaka reljefnih ploča i keramički lonac.
Na ovom lokalitetu, fra B. Vrdoljak je pronašao ostatke temelja građevine u obliku dijela polukružne apside), jednu keramičku posudu, te ulomke starokršćanskog i predromaničkog namještaja. Otkrivena arhitektura pripadala je prvobitno starokršćanskom sakralnom objektu. Potom je crkva bila obnovljena u predromaničkom stilu, dobivši novi kameni namještaj ukrašen geometrijskim pleternim ukrasom. Stilska obilježja ovog namještaj, iz užeg perioda V. i VI. stoljeća, istovjetna su zaostavštini na lokalitetima (crkava) u Livnu, Rapovinama, Grepcima i Rešetarici. 

## Stanovništvo

### 1991.
Nacionalni sastav stanovništva 1991. godine, bio je sljedeći:
ukupno: 442
- Hrvati - 437
- Muslimani - 1
- Srbi - 1
- ostali, neopredijeljeni i nepoznato - 3

### 2013.
Nacionalni sastav stanovništva 2013. godine, bio je sljedeći:
ukupno: 319
- Hrvati - 317
- Srbi - 1
- ostali, neopredijeljeni i nepoznato - 1

## Šport
- NK Jedinstvo Zagoričani Potočani Dobro, bivši nogometni klub

## Vanjske poveznice
- Muzej Gorica  Arhivirana inačica izvorne stranice od 21. veljače 2019. (Wayback Machine)